# Chalcosyrphus jeglbestans
Chalcosyrphus jeglbestans? là một loài ruồi trong họ Ruồi giả ong (Syrphidae). Loài này được E. Raid miêu tả khoa học đầu tiên năm 1982. Chalcosyrphus jeglbestans? phân bố ở vùng Tân Nhiệt đới